# Pachybrachis aragonicus
Pachybrachis aragonicus là một loài bọ cánh cứng trong họ Chrysomelidae. Loài này được Tempère & Rapilly miêu tả khoa học năm 1981.